# Baridinae

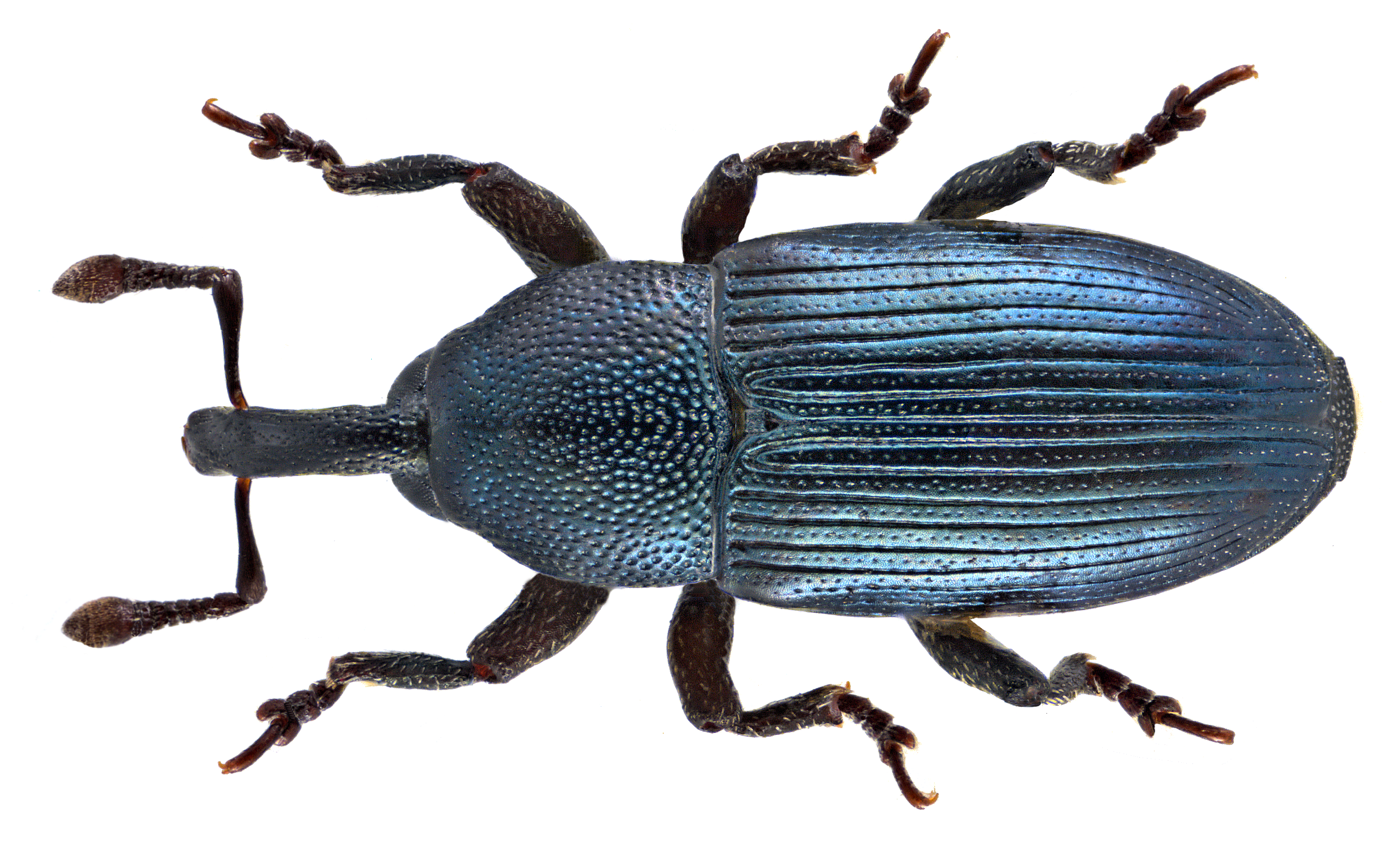
Baris picicornis

Baridinae – podrodzina chrząszczy z podrzędu wielożernych i rodziny ryjkowcowatych. 

## Taksonomia
Rodzajem typowym jest  rodzaj Baris.

## Zasięg występowania
Przedstawiciele tej podrodziny żyją na całym świecie.
W Polsce stwierdzono 20 gatunków.

## Budowa ciała
Cechą charakterystyczną jest mezepisternum wcinające się między tylną krawędź przedplecza a przednią krawędź pokryw. Ubarwienie ciała zwykle czarne, połyskujące, z niewielką ilością, zwykle białych, łuseczek bądź bez łuseczek..

## Biologia i ekologia
Biologia słabo znana. Niektóre gatunki są związane z roślinami jednoliściennymi (larwy zwykle minują łodygę), inne żerują na grzybach bądź martwym drewnie. Wiele gatunków występuje w wilgotnych, częściowo wodnych środowiskach.

## Systematyka
Podrodzina Baridinae może liczyć nawet ponad 30 tys. gatunków zgrupowanych w 10 plemionach:
- Ambatini
- Anopsilini
- Apostasimerini
- Baridini
- Madarini
- Neosharpiini
- Nertinini
- Optatini
- Pantotelini
- Peridinetini